# Khandikere, Hiriyur
Khandikere là một làng thuộc tehsil Hiriyur, huyện Chitradurga, bang Karnataka, Ấn Độ.